# Turba (muziek)
Turba (meervoud Turbae) is de benaming voor koorzang in oratoria, passies en andere geestelijke muziek waarbij het koor de rol van een groep mensen zingt. Normaal zingt het koor enkel koralen of koorpartijen die het verhaal onderbreken voor reflectie of commentaar, maar in een Turba vormt de koorzang dus onderdeel van het verhaal. 
Turba-koren komen bijvoorbeeld op verschillende plaatsen in de Matthäus-Passion en de Johannes-Passion van Johann Sebastian Bach voor wanneer het koor in een scène de rol van een groep joodse omstanders, priesters, Romeinse soldaten of discipelen zingt. In de Matthäus-Passion bijvoorbeeld wanneer de hogepriesters en schriftgeleerden overleggen over wanneer zij Jezus gevangen zullen nemen (Ja nicht auf das Fest, auf dass nicht ein Aufruhr werde im Volk)